# Citroën C-Métisse
El Citroën C-Métisse es un prototipo de automóvil deportivo producido por el fabricante de automóviles francés Citroën. Se presentó por primera vez en el Salón del Automóvil de París 2008. Se ha afirmado que el motivo de la creación de este coche era demostrar que un automóvil híbrido puede tener el mismo rendimiento que el de uno con motor de combustión interna.
Este es el segundo automóvil híbrido fabricado por Citroën luego del Citroën C4 híbrido, en 2005. El coche tiene una caja de cambios automática de 6 velocidades y puede utilizar las ruedas delanteras, las ruedas traseras o todas las ruedas en función de la situación.

## Especificaciones
- Motor: V6 2,7 L diésel con 208 caballos de potencia (155 kW) en el eje delantero y un motor eléctrico de 20 caballos de potencia (15 kW) en el eje trasero.
- 0-100 km/h: 6,2 s
- Velocidad máxima: 250 km/h (155 mph)[1]
- Consumo de combustible: 6,5 L/100 km

## Galería

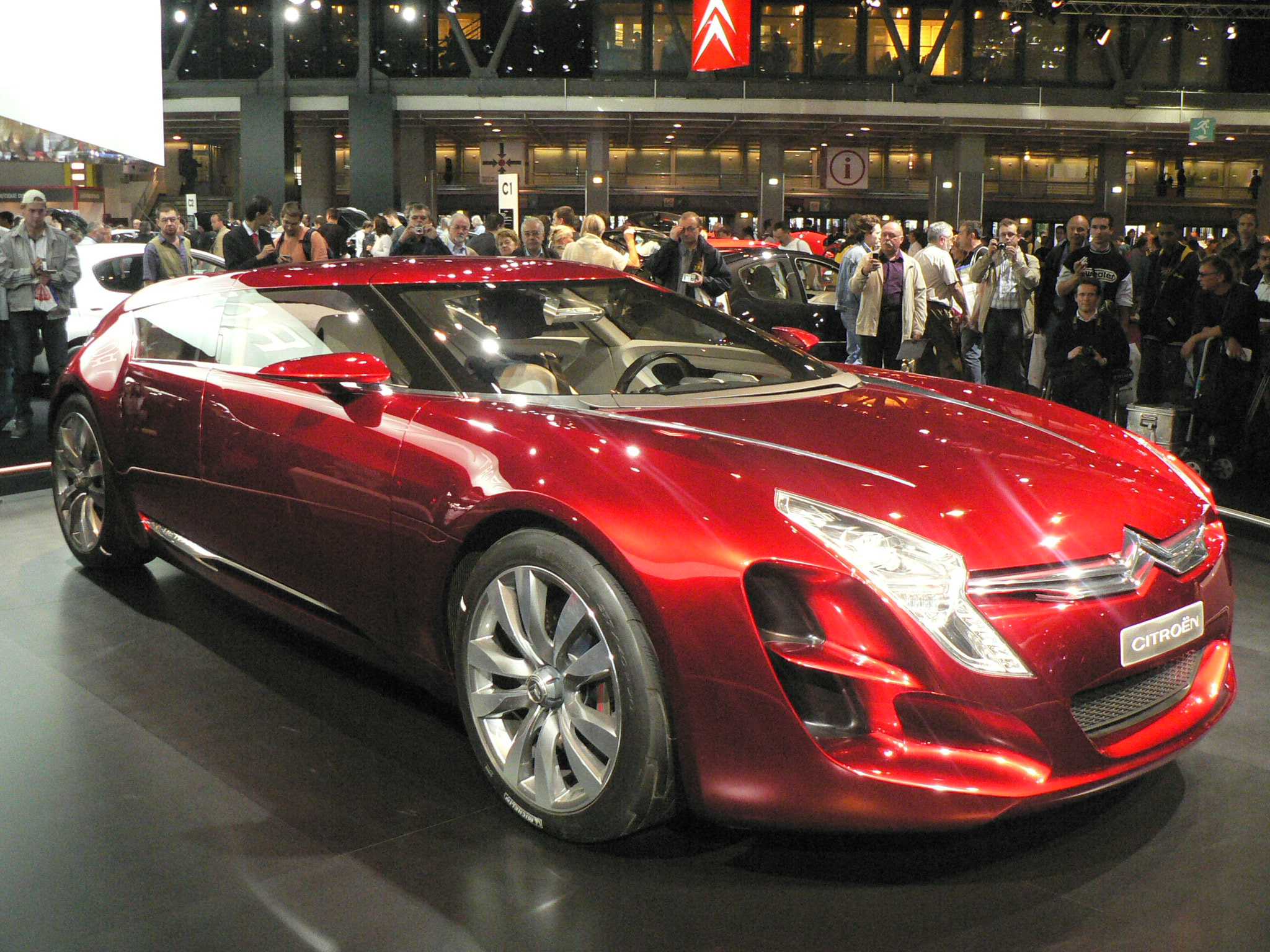
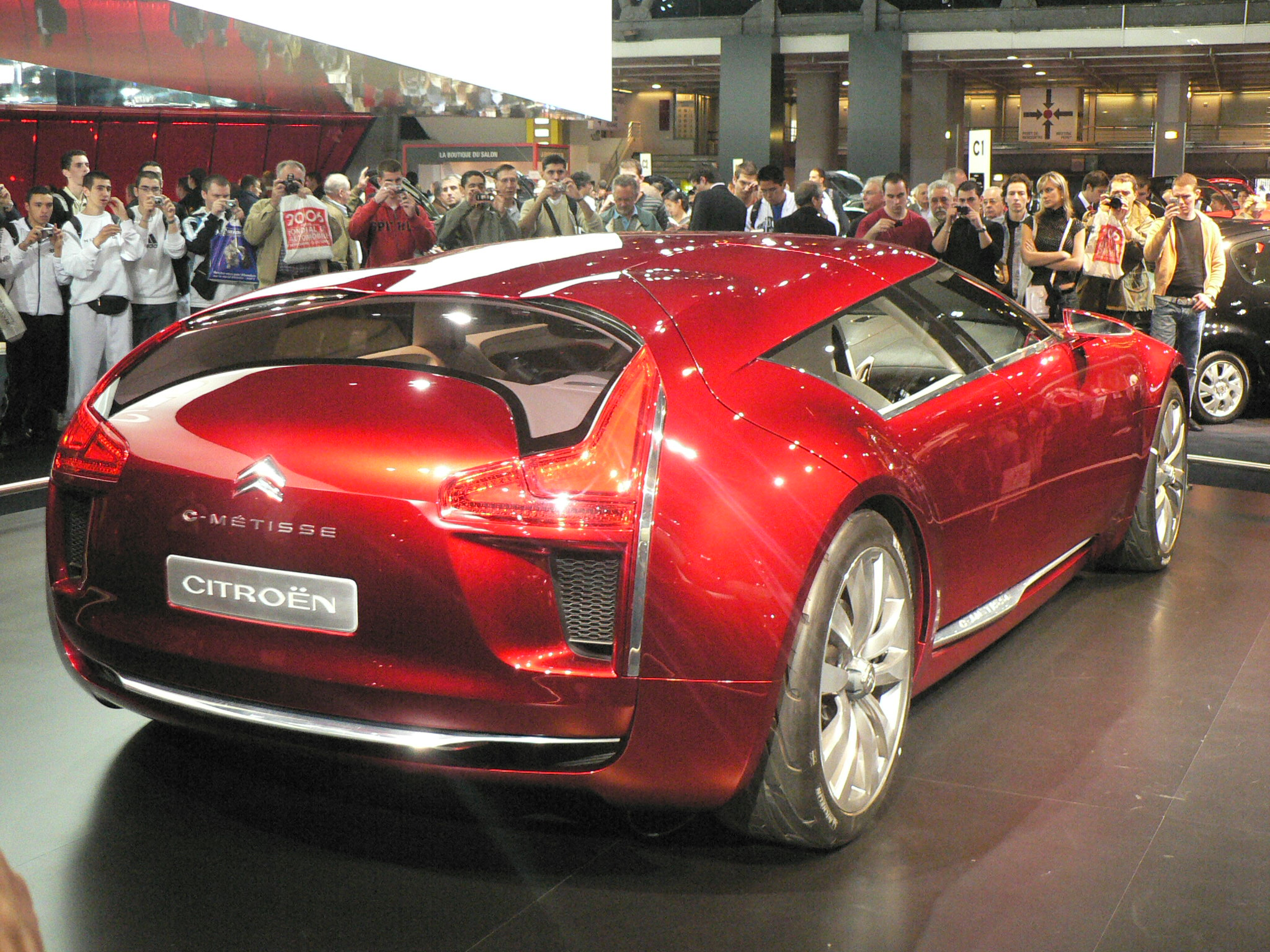
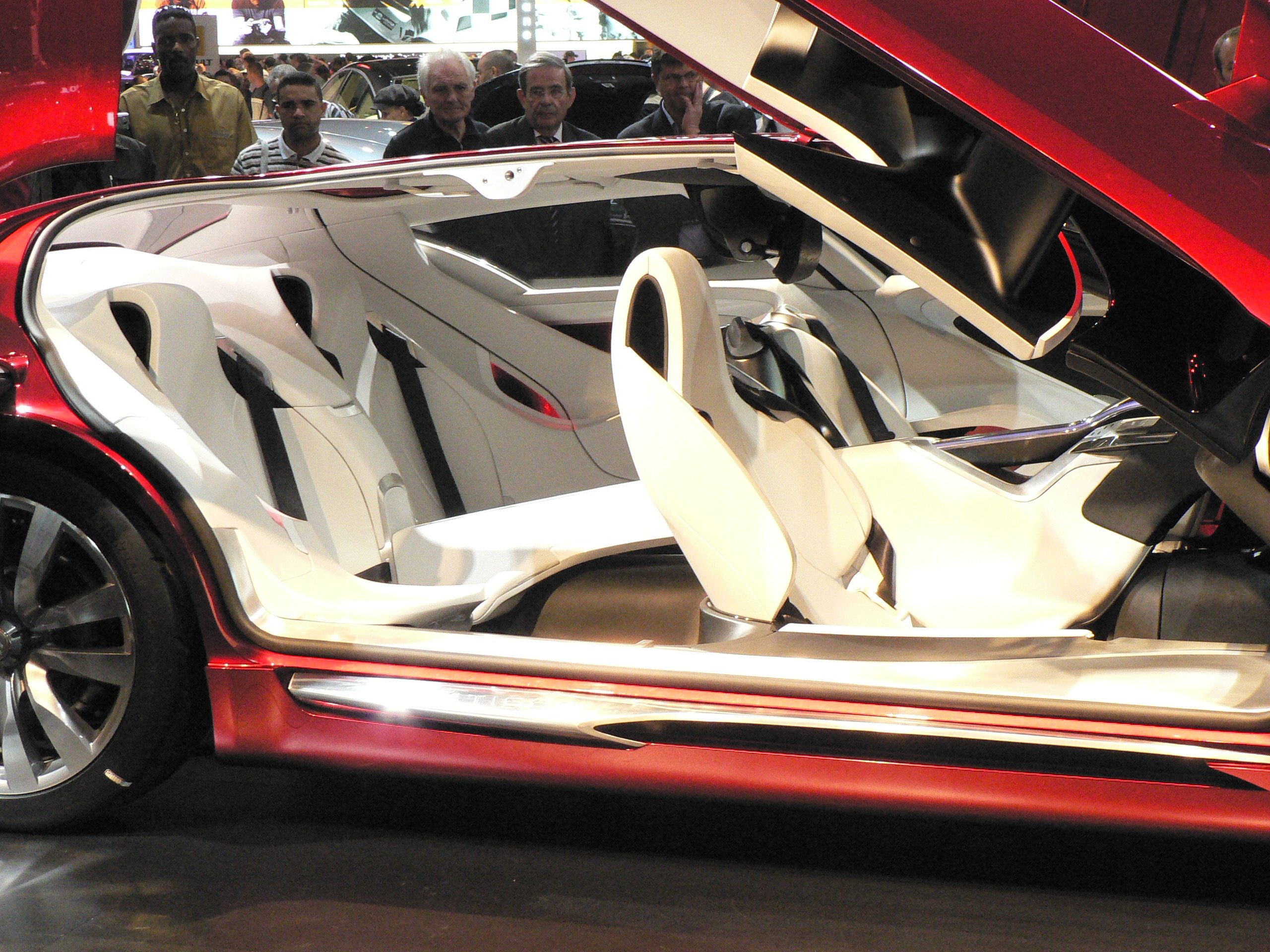